# Seznam nizozemskih kemikov
Seznam nizozemskih kemikov.

## A
- Anton Eduard van Arkel

## B
- Christoph Hendrik Diederik Buys Ballot
- Jan Hendrik de Boer
- Jan Karel van den Broek

## C
- Paul Jozef Crutzen (1933 – 2021) (nizozemsko-nemški meteorolog in atmosferski kemik)

## D
- Peter Joseph William Debye
- Ewine van Dishoeck

## G
- Johann Rudolf Glauber

## H
- Jacobus Henricus van 't Hoff

## K
- Petrus Jacobus Kipp

## R
- Arend Joan Rutgers

## W
- Johannes Diderik van der Waals